# Chwyt Schwarzenbacha
Chwyt Schwarzenbacha – procedura medyczna, chwyt stosowany w praktyce położniczej mający na celu wyczucie główki znajdującej się w dnie miednicy. Polega na ucisku końcami czterech palców całej dłoni (z kierunku kości krzyżowej) na okolicę między końcem kości guzicznej a odbytem, czyli tylne krocze. Wyczuwa się wyraźnie stojącą w dnie miednicy główkę jako szeroki, twardy opór.